# Ranguni bombamerénylet
A ranguni bombamerényletet észak-koreai merénylők követték el a Burma fővárosába, Rangunba látogató Dél-Koreai elnök ellen 1983. február 23-án. A politikus túlélte a támadást, de 21 ember meghalt, 46 megsebesült.

## A merénylet
Az észak-koreai ügynökök a bombát a ranguni Mártírok mauzóleumánál helyezték el, de a pokolgép még Cson Duhvan megérkezése előtt felrobbant. Az elnök azért késett, mert túl nagy volt a forgalom a városban. A robbanásban 17 dél-koreai, közöttük a kormány négy tagja meghalt. Az áldozatok között volt négy burmai állampolgár is. Cson Duhvan azonnal hazautazott, és Észak-Koreát tett felelőssé a merénylet elkövetéséért.
A burmai hatóságok arra a megállapításra jutottak, hogy a pokolgépet három észak-koreai ügynök telepítette a mauzóleum tetőterébe, majd rádióirányítással hozták működésbe. A robbanás azért volt korai, mert a dél-koreai elnök érkezését jelző kürtszó véletlenül korábban hangzott el.

## A merénylők
A három merénylő, az észak-koreai hadsereg egyik őrnagya és két századosa elmenekült a helyszínről, de a hatóságok a nyomukra bukkantak. Két nap múlva egyiküket tűzharcban agyonlőtték, a másik kettőt, miután sikertelenül próbálták kézigránáttal felrobbantani magukat, elfogták. Egyiküket, Kang Min Csult, aki együttműködött a nyomozókkal, életfogytiglani börtönbüntetésre ítélték, társát kivégezték. Kang a 2000-es években szeretett volna Dél-Koreába jutni, és erre volt is fogadókészség Szöulban, de 2008-ban a ranguni börtönben meghalt.